# Allie DeBerry
Alexandria Danielle "Allie" DeBerry, född 26 oktober 1994 i Kingwood i Houston i Texas, är en amerikansk skådespelerska och fotomodell. Hon är mest känd för att spela rollen som Paisley Houndstooth i Disney Channel-serien A.N.T. – Avancerad Ny Talang (engelska: A.N.T. Farm), Destiny i TV-serien Shake It Up (även den på Disney Channel), och Cammy i Nickelodeon-serien True Jackson.
DeBerry är sedan november 2017 gift med den professionella baseballspelaren Tyler Beede (född 1993). Tillsammans har de en son, som föddes i september 2022.

## Filmografi (i urval)

### TV-serier
- 2009 – True Jackson (TV-serie)
- 2010 – Shake It Up (TV-serie)
- 2011–2013 – A.N.T. – Avancerad Ny Talang (TV-serie)
- 2013 – Hart of Dixie (TV-serie)
- 2014 – Suburgatory (TV-serie)
- 2019 – The Act (TV-serie)